# Wolfgang Haase (Philologe)
Wolfgang Haase (* 8. Juni 1940 in Frankfurt am Main) ist ein deutscher Altphilologe.
Wolfgang Haase studierte klassische Philologie und Alte Geschichte an der Universität Frankfurt und der Universität Tübingen. Er wurde 1971 in Tübingen mit einer Dissertation über den Philosophen Nikomachos von Gerasa und dessen Werk zur Arithmetik (Nikomachos von Gerasa: Umwelt, Leben, Werk, Wirkung) promoviert. Er lehrte an der Universität Tübingen (ordentlicher Professor ab 1987) und 1994 bis zu seinem Ruhestand 2016 als Professor an der Boston University (davor ab 1987 Adjunct Professor und ab 1993 Associate Professor), wo er 1991 bis 2013 das Institute for the Classical Tradition leitete.
1978 war Haase Gastprofessor an der Universität Stuttgart, 1985 in Jena und im gleichen Jahr an der University of Washington in Seattle.
Haase war gemeinsam mit Hildegard Temporini Hauptherausgeber des Mammutprojektes Aufstieg und Niedergang der römischen Welt (ANRW), einer Handbuchreihe im Verlag De Gruyter, in der 1968 bis 1999 bisher 89 Bände erschienen. Außerdem gab er 1994 bis 2011 die Zeitschrift International Journal of the Classical Tradition (IJCT) heraus.
Haase befasst sich mit der Überlieferung und Rezeption der Antike, antiker Philosophie und Wissenschaft, griechischem und römischem Herrscherkult, Historiographie in Antike und Renaissance.
Wolfgang Haase ist verheiratet mit der Erziehungswissenschaftlerin Martha Friedenthal-Haase (geboren 1942).

## Schriften (Auswahl)
- Untersuchungen zu Nikomachos von Gerasa. Tübingen 1982 (Dissertation).
- als Hrsg. mit Hildegard Temporini: Aufstieg und Niedergang der Römischen Welt. De Gruyter Berlin / New York 1968ff.
- America and the Classical Tradition. In: Wolfgang Haase, Meyer Reinhold (Hrsg.): The Classical Tradition and the Americas. Band I.1, De Gruyter, Berlin, New York 1994, S. v–xxxiii.